# Studio Blue
Studio Blue（スタジオ ブルー）は、アニメーション制作を主な事業内容とし、大韓民国ソウル特別市衿川区加山洞にスタジオを置くアニメ制作会社である。

## 概要
2006年に倒産したアニメ製作会社Ani Villageに所属していたスタッフ達によって2006年6月1日に設立された。従業員数は20名。クレジットでの表記は2010年のテレビアニメ『けいおん!!』以降、Studio BlueからST.BLUEに変更されている。